# Xerophyllum asphodeloides
Espèce
Synonymes
- Helonias asphodeloides L.

Classification APG III (2009)
 Xerophyllum asphodeloides est une espèce de plante appartenant à la famille des Mélanthiacées.